# Ville-sous-Anjou
Ville-sous-Anjou ist eine französische Gemeinde mit 1.179 Einwohnern (Stand: 1. Januar 2022) im Département Isère in der Region Auvergne-Rhône-Alpes; sie gehört zum Arrondissement Vienne und zum Kanton Roussillon. 

## Geografie
Ville-sous-Anjou liegt etwa 18 Kilometer südlich von Vienne. Das Gemeindegebiet wird vom Fluss Sanne durchquert. Umgeben wird Ville-sous-Anjou von den Nachbargemeinden Assieu im Norden, Saint-Romain-de-Surieu im Osten und Nordosten, Sonnay im Osten und Südosten, Anjou im Süden und Südosten, Agnin im Süden, Salaise-sur-Sanne im Südwesten sowie Roussillon im Westen.

## Bevölkerungsentwicklung
| Jahr                       | 1962 | 1968 | 1975 | 1982 | 1990 | 1999 | 2006 | 2017 |
| -------------------------- | ---- | ---- | ---- | ---- | ---- | ---- | ---- | ---- |
| Einwohner                  | 587  | 606  | 587  | 765  | 920  | 1009 | 1081 | 1173 |
| Quellen: Cassini und INSEE |      |      |      |      |      |      |      |      |

## Sehenswürdigkeiten

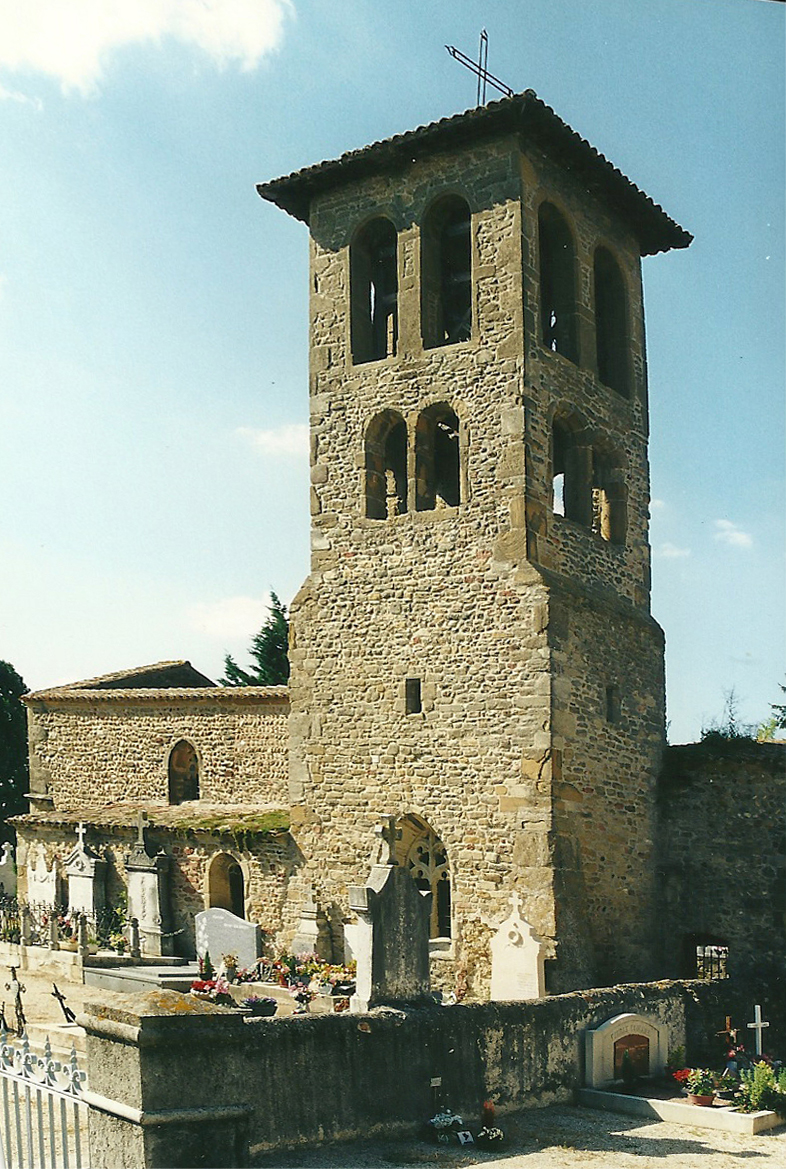
Alte Kirche Saint-Denys

- alte Kirche Saint-Denys (auch Saint-Didier genannt) aus dem 15. Jahrhundert, seit 1927/1937 Monument historique
- Schloss Terrebasse aus dem 17. Jahrhundert, seit 1992 Monument historique
- Tierkundliches Museum